# Nadezhda Ilyina
Nadezhda Ilyina (Unión Soviética, 24 de enero de 1949 - 7 de diciembre de 2013) fue una atleta soviética, especializada en la prueba de 4x400 m en la que llegó a ser medallista de bronce olímpica en 1976.

## Carrera deportiva
En el Campeonato Europeo de Atletismo en Pista Cubierta de 1975 ganó la medalla de plata en los 400 metros, con un tiempo de 53.21 segundos, tras la británica Verona Elder y por delante de la también soviética Inta Kļimoviča.
Al año siguiente, en los JJ. OO. de Montreal 1976 ganó la medalla de bronce en los relevos 4x400 metros, con un tiempo de 3:24.24 segundos, llegando a meta tras Alemania del Este y Estados Unidos, siendo sus compañeras de equipo: Lyudmila Aksyonova, Natalya Sokolova y Inta Klimovica.